# Kerrie Brown
Kerrie Brown (geb. vor 1991) ist eine Szenenbildnerin.

## Leben
Brown begann ihre Karriere als Szenenbildnerin bei der australischen Fernsehproduktion A Long Way from Home: Dadah Is Death mit Hugo Weaving in der Hauptrolle. Zu Anfang ihrer Karriere war sie zudem auch einmal als Kostümbildnerin tätig. Sie arbeitete in der Folge an erfolgreichen australischen Spielfilmen wie Priscilla – Königin der Wüste. Für den Familienfilm Ein Schweinchen namens Babe war sie gemeinsam mit Roger Ford 1996 für den Oscar in der Kategorie Bestes Szenenbild nominiert, die Auszeichnung ging in diesem Jahr jedoch an Restoration – Zeit der Sinnlichkeit. Auch an der Fortsetzung, Schweinchen Babe in der großen Stadt, wirkte sie mit. 
In den 2000er Jahren arbeitete sie an einigen großen Hollywoodproduktionen wie Mission: Impossible II, Die Chroniken von Narnia: Der König von Narnia und Die Chroniken von Narnia: Prinz Kaspian von Narnia. 2016 produzierte sie den australischen Horrorfilm The Lights.

## Filmografie (Auswahl)
- 1991: Flirting – Spiel mit der Liebe (Flirting)
- 1994: Verführung der Sirenen (Sirens)
- 1994: Die Summe der Gefühle (The Sum of Us)
- 1995: Ein Schweinchen namens Babe (The Sheep Pig)
- 1998: Schweinchen Babe in der großen Stadt (Babe: Pig in the City)
- 2000: Das Geheimnis der Alibrandis (Looking for Alibrandi)
- 2000: Mission: Impossible II
- 2002: Der stille Amerikaner (The Quiet American)
- 2003: Peter Pan
- 2005: Die Chroniken von Narnia: Der König von Narnia (The Chronicles of Narnia: The Lion, the Witch and the Wardrobe)
- 2008: Die Chroniken von Narnia: Prinz Kaspian von Narnia (The Chronicles of Narnia: Prince Caspian)
- 2009: Maos letzter Tänzer (Mao’s Last Dancer)
- 2012: The Raven – Prophet des Teufels (The Raven)

## Nominierungen (Auswahl)
- 1996: Oscar-Nominierung in der Kategorie Bestes Szenenbild für Ein Schweinchen namens Babe